# Foobar2000
Foobar2000 is een audiospeler ontwikkeld voor Windows. De meerdere afspeellijsten, database en interface zijn volledig aanpasbaar aan eigen voorkeur. Sinds versie 1.2 maakt foobar2000 intern gebruik van FFmpeg om een aantal formaten af te spelen.

## Eigenschappen
Foobar2000 bevat standaard ondersteuning voor (streaming) MP3, Ogg Vorbis, FLAC, MP2, AAC, WAV, AIFF, Opus, Musepack, VOC en SND. Met plug-ins kunnen ook volgende formaten afgespeeld worden: TA, Monkey's Audio, WavPack, Speex, Mod, SPC, TFMX, Shorten, OptimFROG, LPAC, WMA, AC3, PSF, NSF, XID, XA en Matroska. Daarnaast kunnen muziekformaten uit RAR-, ZIP- en 7-Zip-archieven afgespeeld worden zonder deze eerst uit te pakken. De muziekspeler foobar2000 heeft verder volgende kenmerken:
- 32 bit-floatingpoint-audioprocessor
- Sommige formaten (MP3, Vorbis, MPC) worden direct gedecodeerd naar 32 bit-FP, dus geen clipping
- Unicode-ondersteuning
- UPnP MediaRenderer-uitvoer (geïntroduceerd in versie 1.2), aparte download

Middels plug-ins zijn de functionaliteit en uiterlijk volledig aan te passen.